# Los Cojolites
Los Cojolites son una agrupación musical mexicana fundada en 1995. Su género musical es el son jarocho. Han sido nominados en dos ocasiones a los Premios Grammy en las ediciones 55° y  58° respectivamente. Son fundadores del Centro de Documentación del Son Jarocho. Formaron parte de la banda sonora de la película Frida que fue ganadora del Óscar en 2002. Se han presentado en múltiples plazas alrededor del mundo y también formaron parte de la ceremonia de inauguración de los XXII Juegos Centroamericanos y del Caribe de la ciudad de Veracruz en 2014.

## Historia
La agrupación surgió como parte de un proyecto cultural de rescate a las costumbres del sur de Veracruz, entre ellas el denominado son jarocho: Un estilo musical proveniente de la mezcla entre las culturas precolombinas de la región (olmecas y nahuas) con los sones provenientes de España y África.
Comenzaron en el municipio de Cosoleacaque con el apoyo de las autoridades municipales donde además de tocar música impartían talleres de toda la cultura local. Debido a problemas políticos con el ayuntamiento de Cosoleacaque deciden cambiar de residencia a la ciudad de Jáltipan de Morelos donde finalmente se establecen y fundan el Centro de documentación del Son Jarocho.
Ya en Jáltipan lanzan su primer álbum llamado "El Conejo" que fue posteriormente incluido en la banda sonora de la película Frida de 2002 de la directora Julie Taymor. La banda sonora fue distinguida con el Premio Óscar a la mejor banda sonora en la ceremonia de los 75° premios de la Academia.
En 2008 lanzan su segunda producción llamada "No tiene fin" producida por Greg Landau con la participación vocal de Lila Downs.
En 2011 sale a la luz su tercer álbum denominado "Sembrando Flores" que fue nominado a los Premios Grammy 2013 en la categroría "Mejor álbum de música regional mexicana (incluyendo tejano)" .  El sencillo homónimo del álbum alcanzó gran popularidad.
Con su cuarta producción "Zapateando" de 2014 se volvieron a colocar entre los nominados en la misma categoría esta vez en la ceremonia de los Premios Grammy de 2016.
Formaron parte de la ceremonia de inauguración de los XXII Juegos Centroamericanos y del Caribe celebrada en el Estadio Luis "Pirata" Fuente en el municipio de Boca del Río, Veracruz.  Interpretaron "La bamba"; un son representativo de Veracruz y una de las canciones mexicanas más conocidas en el contexto internacional.
En 2017 presentaron su álbum "Rema, Rema" con la colaboración vocal de Natalia Lafourcade.

## Discografía
Álbumes de estudio
- Rema, Rema (2017)
- Zapateando (2014)
- Sembrando Flores (2012)
- No tiene fin (2008)
- Conejo (2000)

Álbumes en vivo
- Live at the 1st Annual San Francisco Son Jarocho Festival (2013)

## Colaboraciones
Los Cojolites han colaborado en los siguientes álbumes:
- Madre Tierra (2016)
- Electro-Jarocho (2013)
- Navidad en Veracruz (2012)
- Hecho en México (2012)
- Cuadernos de México (2004)
- Frida (Original Motion Picture Soundtrack) (2002)

### Colaboraciones en canciones
- "La Herlinda" en colaboración con Lila Downs para el álbum No tiene fin.
- "El Cascabel" en colaboración con Sistema Bomb y Asdru Sierra Of Ozomatli para el álbum Electro Jarocho.
- "Nada es verdad" en colaboración con Natalia Lafourcade para el álbum Rema, Rema.

## Premios y reconocimientos

### Premios Grammy
| Año  | Álbum            | Categoría                                                   | Resultado |
| ---- | ---------------- | ----------------------------------------------------------- | --------- |
| 2013 | Sembrando Flores | Mejor álbum de música regional mexicana (incluyendo tejano) | Nominado  |
| 2016 | Zapateando       | Mejor álbum de música regional mexicana (incluyendo tejano) | Nominado  |